# جامع التضامن الإسلامي
مسجد التضامن الإسلامي (بالصومالية: Masaajidka Isbaheysiga)‏ هو مسجد في مقديشو، الصومال.

## التاريخ
شيد المسجد عام 1987 من قبل شركة حمر للإنشاءات بدعم مالي من مؤسسة الملك فهد بن عبد العزيز آل سعود. إنه المسجد الرئيسي في العاصمة الصومالية ، ومبنى شهير في المجتمع الصومالي.
بعد اندلاع الحرب الأهلية في أوائل التسعينيات أغلق المسجد. أعيد افتتاحه لاحقًا في عام 2006 من قبل اتحاد المحاكم الإسلامية، الذي بدأ في جمع الأموال من أجل تجديد المسجد. أكملت حكومة الصومال الاتحادية عمليات التجديد الرسمية للبنية التحتية للمسجد في عام 2015.

## القدرة والموقع
مسجد التضامن الإسلامي هو أكبر مسجد في القرن الأفريقي. لديه قدرة استيعابية تصل إلى 10,000 مصلي. يطل المسجد أيضًا على البحر.